# Saqqez
Saqqez (persiska: سَقِّز, kurdiska: Seqiz, سەقز) är en stad i nordvästra Iran. Den ligger i provinsen Kurdistan och har cirka 170 000 invånare. Staden är administrativt centrum för delprovinsen (shahrestan) Saqqez.